# Thermonotus nigripennis
Thermonotus nigripennis es una especie de escarabajo longicornio del género Thermonotus, tribu Monochamini, subfamilia Lamiinae. Fue descrita científicamente por Ritsema en 1896.

## Descripción
Mide 19 milímetros de longitud.

## Distribución
Se distribuye por Filipinas.